# Jaulny
Jaulny est une commune française située dans le département de Meurthe-et-Moselle, en région Grand Est. Ce village fait partie du parc naturel régional de Lorraine.
Bien que leur gentilé soit « Jaulnois(e)s », les habitants de Jaulny ont coutume de se faire appeler « Jaunottes ».

## Géographie

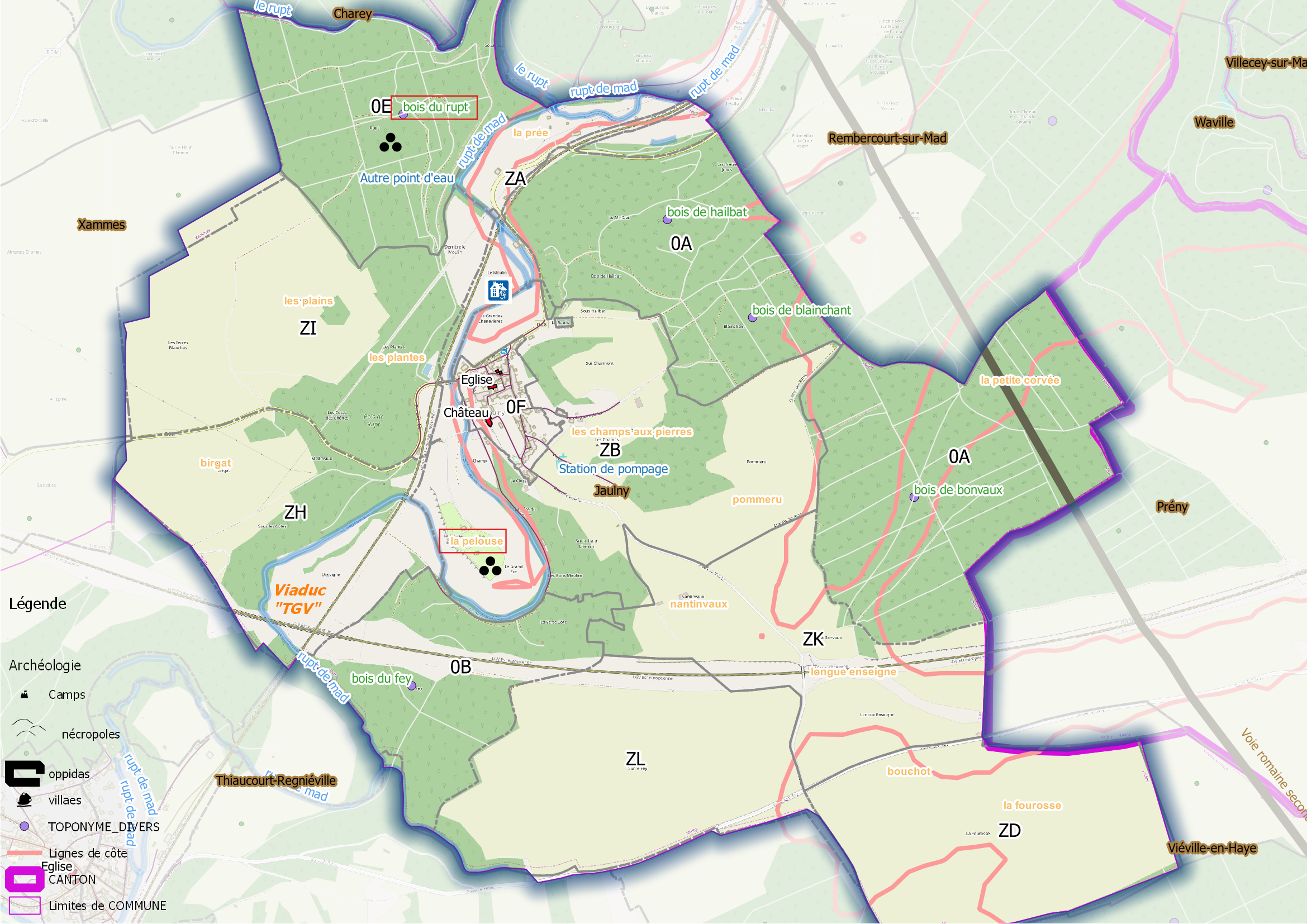
Fig. 2 - Jaulny (ban communal).

### Situation

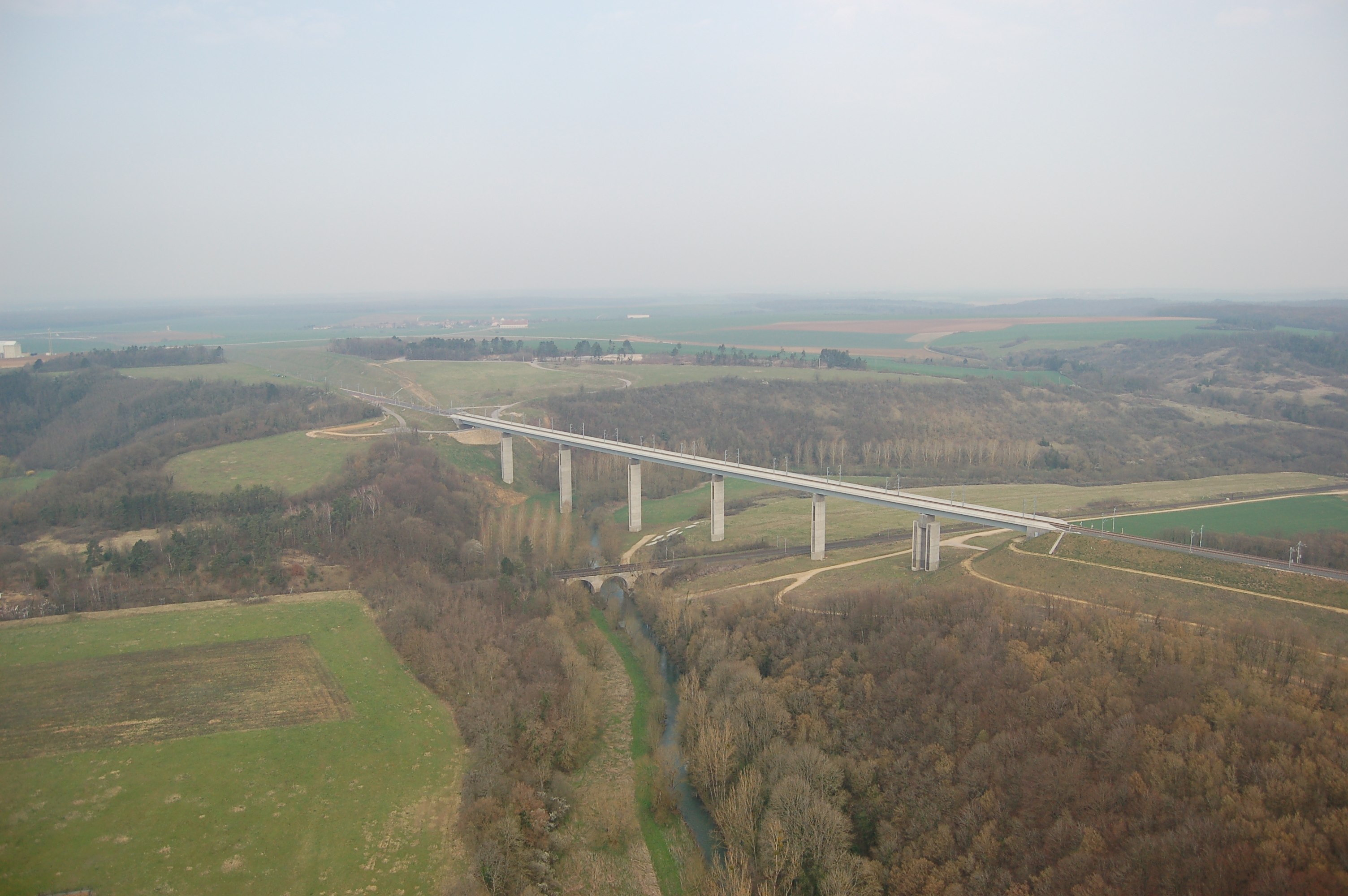
Vue du viaduc, de la voie ferrée et du Rupt de Mad.

Située dans la vallée du Rupt de Mad, Jaulny a été médiatisée principalement grâce au viaduc le plus haut du trajet de la ligne TGV-Est : d’une longueur de 480 mètres, il atteint 50 mètres de hauteur. Celui-ci surplombe un site inscrit comme ZNIEFF, la voie ferrée entre Jaulny et Thiaucourt-Regniéville, ainsi que le ruisseau local, le Rupt de Mad, qui alimente partiellement la ville de Metz en eau potable. Le viaduc possède une pile double spéciale conçue afin d’absorber les efforts engendrés par un possible freinage d’urgence d'une rame.

### Accès routier
La commune est desservie par la route départementale D 28 provenant de Thiaucourt-Regniéville au sud-ouest et allant vers Rembercourt-sur-Mad au nord-est. Au sud-est, le chemin communal nommé « route de Viéville » rejoint le chemin de Prény au lieu-dit « les Quatre Chemins » avant de continuer vers la commune de Viéville-en-Haye.

### Topographie
L’altitude minimale de la commune est de 194 mètres et sa maximale est de 318 mètres, pour une moyenne de 256 mètres d’altitude. La mairie est située à 211 mètres d’altitude.

### Géologie
Le sol est composé d’oolithe miliaire supérieure et d’oolithe à Clypeus, les deux ensembles étant séparés par un banc de calcaire dur à bivalves.

### Hydrographie

#### Réseau hydrographique
La commune est dans le bassin versant du Rhin au sein du bassin Rhin-Meuse. Elle est drainée par le ruisseau le Rupt de Mad et le Rupt,.
Le Rupt de Mad, en provenance de Thiaucourt-Regniéville, traverse en partie la commune du sud-ouest au nord-est en direction de la vallée du Rupt de Mad. D'une longueur de 55 km, prend sa source dans la commune de Geville et se jette  dans la Moselle à Novéant-sur-Moselle, après avoir traversé 21 communes. Deux ponts l’enjambent à Jaulny. L’un d’eux est l’unique accès routier au lieu-dit la Pelouse où se situe un camping-caravaning et à l’ancienne carrière de pierre ayant servi dans les années 1960 à la construction du lac de Madine ; elle a par la suite été transformée en parc de jeux dans les années 1980.

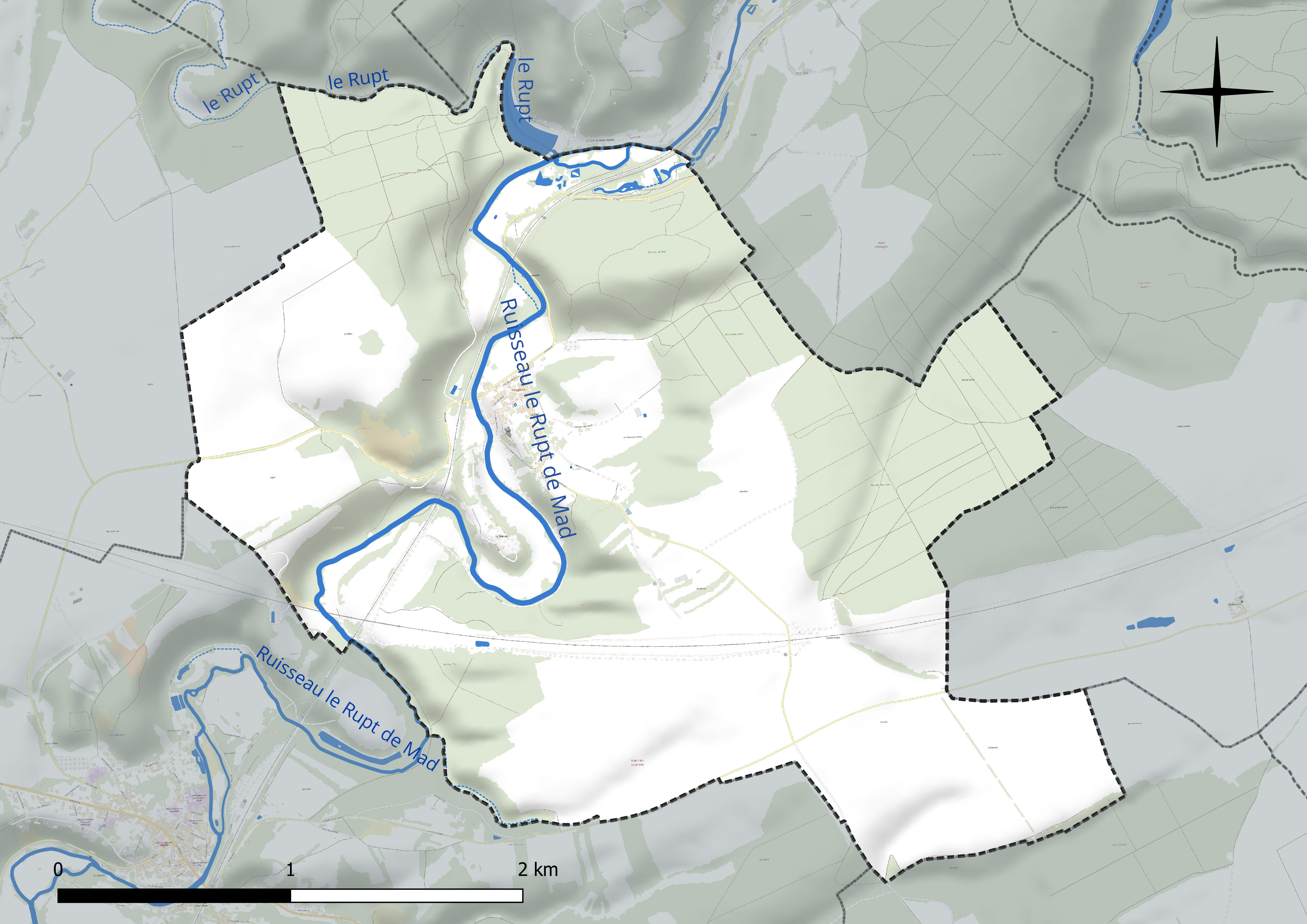
Réseau hydrographique de Jaulny.

#### Gestion et qualité des eaux
Le territoire communal est couvert par le schéma d'aménagement et de gestion des eaux (SAGE) « Rupt de Mad, Esch, Trey ». Ce document de planification concerne les bassins versants du Rupt de Mad, de l’Esch et du Trey. Le périmètre a été arrêté le 2 juin 2014, la commission locale de l'eau (CLE) a été créée le 20 juin 2017, puis modifiée le 26 mars 20210. La structure porteuse de l'élaboration et de la mise en œuvre est le Parc naturel régional de Lorraine. 
La qualité des cours d’eau peut être consultée sur un site dédié géré par les agences de l’eau et l’Agence française pour la biodiversité.

### Climat
Pour des articles plus généraux, voir Climat du Grand Est et Climat de Meurthe-et-Moselle.
En 2010, le climat de la commune est de type climat des marges montargnardes, selon une étude du Centre national de la recherche scientifique s'appuyant sur une série de données couvrant la période 1971-2000. En 2020, Météo-France publie une typologie des climats de la France métropolitaine dans laquelle la commune est dans une zone de transition entre le climat océanique altéré et le climat océanique altéré et est dans la région climatique  Lorraine, plateau de Langres, Morvan, caractérisée par un hiver rude (1,5 °C), des vents modérés et des brouillards fréquents en automne et hiver. 
Pour la période 1971-2000, la température annuelle moyenne est de 9,5 °C, avec une amplitude thermique annuelle de 16,3 °C. Le cumul annuel moyen de précipitations est de 849 mm, avec 12,6 jours de précipitations en janvier et 9,2 jours en juillet. Pour la période 1991-2020, la température moyenne annuelle observée sur la station météorologique de Météo-France la plus proche, « Nonsard », sur la commune de Nonsard-Lamarche à 10 km à vol d'oiseau, est de 10,7 °C et le cumul annuel moyen de précipitations est de 690,8 mm. 
La température maximale relevée sur cette station est de 40,1 °C, atteinte le 25 juillet 2019 ; la température minimale est de −17 °C, atteinte le 1er mars 2005,,. 
Les paramètres climatiques de la commune ont été estimés pour le milieu du siècle (2041-2070) selon différents scénarios d'émission de gaz à effet de serre à partir des nouvelles projections climatiques de référence DRIAS-2020. Ils sont consultables sur un site dédié publié par Météo-France en novembre 2022.

## Urbanisme

### Typologie
Au 1er janvier 2024, Jaulny est catégorisée commune rurale à habitat dispersé, selon la nouvelle grille communale de densité à sept niveaux définie par l'Insee en 2022.
Elle est située hors unité urbaine. Par ailleurs la commune fait partie de l'aire d'attraction de Metz, dont elle est une commune de la couronne,. Cette aire, qui regroupe 245 communes, est catégorisée dans les aires de 200 000 à moins de 700 000 habitants,.

### Occupation des sols
L'occupation des sols de la commune, telle qu'elle ressort de la base de données européenne d’occupation biophysique des sols Corine Land Cover (CLC), est marquée par l'importance des territoires agricoles (55,3 % en 2018), une proportion sensiblement équivalente à celle de 1990 (55 %). La répartition détaillée en 2018 est la suivante : terres arables (43,7 %), forêts (40,4 %), zones agricoles hétérogènes (11,6 %), milieux à végétation arbustive et/ou herbacée (4,3 %). L'évolution de l’occupation des sols de la commune et de ses infrastructures peut être observée sur les différentes représentations cartographiques du territoire : la carte de Cassini (XVIIIe siècle), la carte d'état-major (1820-1866) et les cartes ou photos aériennes de l'IGN pour la période actuelle (1950 à aujourd'hui).

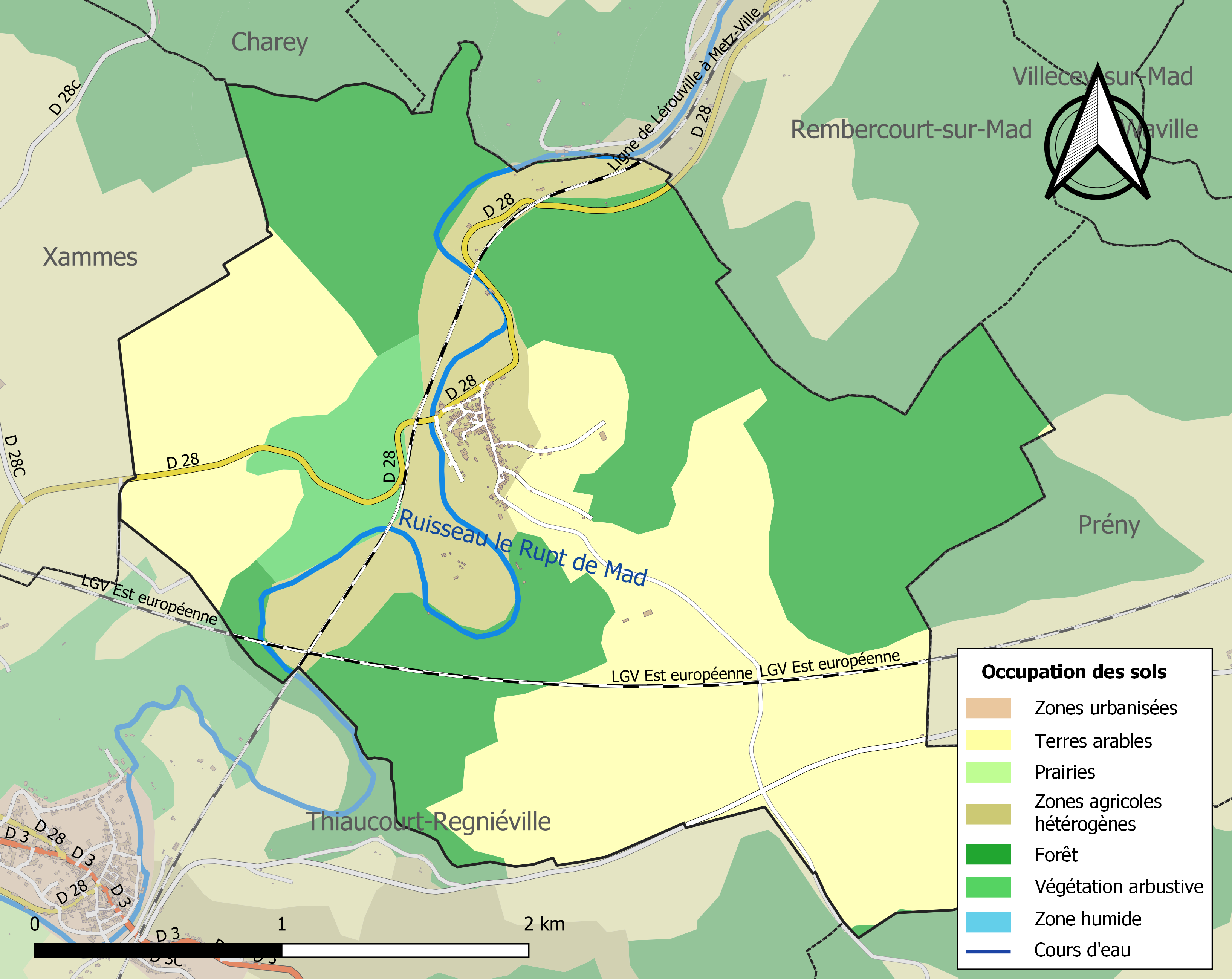
Carte des infrastructures et de l'occupation des sols de la commune en 2018 (CLC).

## Histoire

### Gaule romaine et périodefranque
Des fouilles au lieu-dit la Pelouse  suggèrent la présence de l’Homme « de la pierre taillée » en 9000 avant notre ère. L'homme aux armes de bronze était également présent en 750 avant notre ère. À l’emplacement actuel se trouvait un village celte de la tribu de Médiomatriques en 200 avant notre ère.
Après 52, les Romains occupaient la région, et une villa gallo-romaine était présente, si on en croit une charte carolingienne datée de 848.
En 848, sous Charles le Chauve, la charte mentionnée ci-dessus cite la villa galliniaga (littéralement la villa de Gallinus) dont certaines parties sont cédées en aumône par Fredal, fils d’Osianna, frère d’Otgulf et son épouse Blitgiane à l’abbaye bénédictine de Gorze, fondée en 751.

### Moyen Âge

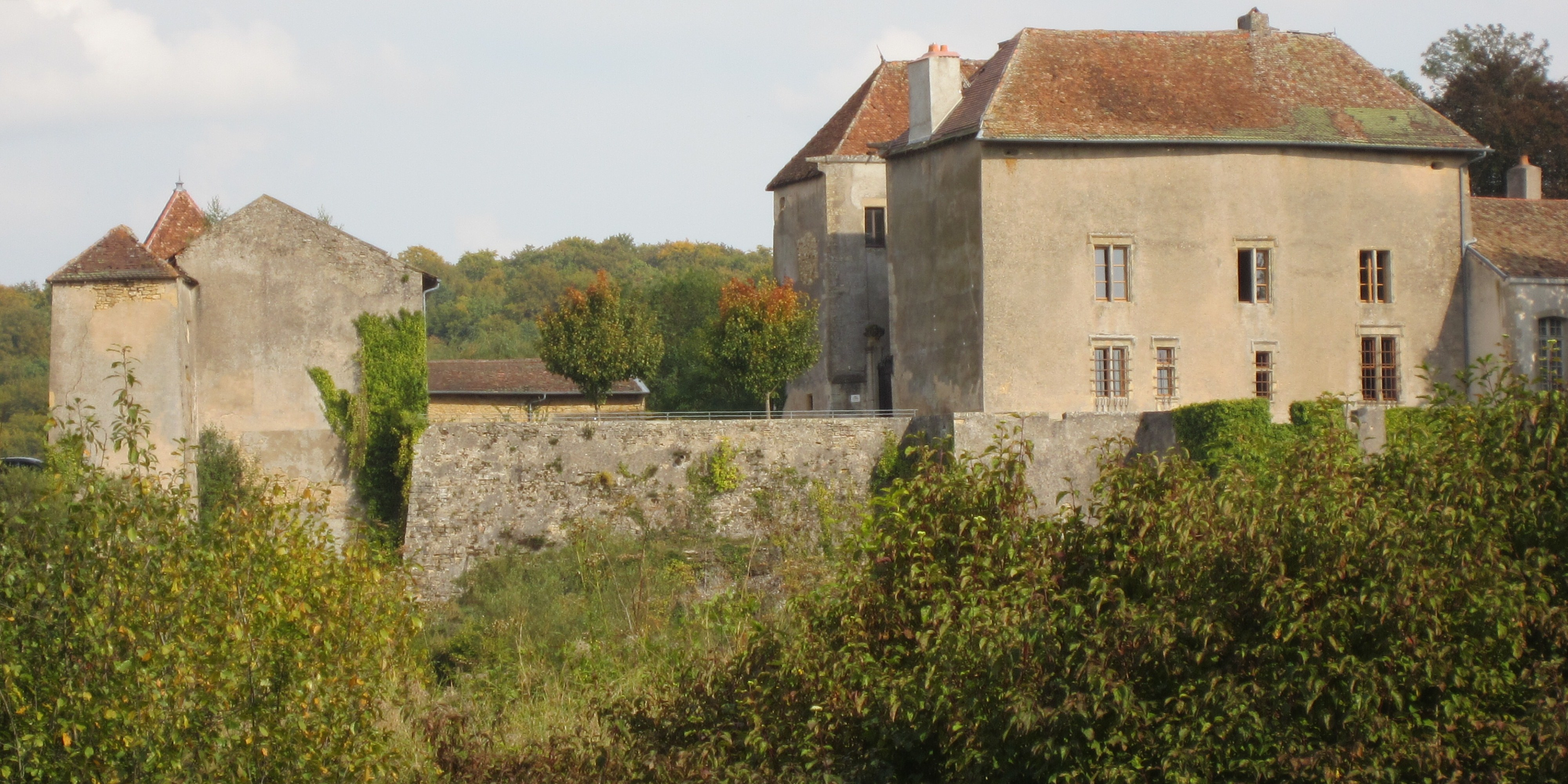
Le château fort.

On entend parler en 1060 dans la charte de l’abbaye de Saint-Benoît-en-Woëvre d’un chevalier, Milon de Jaulny, un ami parent et vassal des barons d’Apremont. Un premier château fort, sans doute en bois, était peut-être en place à cette période.
En 1206, dans une donation du droit de pâture à l’abbaye de Sainte-Marie-au-Bois, on apprend l’existence d’Hugues de Jaulny. Certaines citations permettent de penser qu’un premier château rudimentaire en pierre, probablement une tour carrée, a remplacé le fort d’origine.
Une transaction de 1330 avec les cisterciens de Saint-Benoît-en-Woëvre sur des rentes de l’abbaye au village, d’une valeur de 40 sous de Metz, de blé et de vin, font mention des enfants de Simon de Jaulny : Simon, Alix et Robin de Jaulny. En 1357, Robin de Jaulny épouse Jeanne des Armoises, fille de Colard des Armoises et de Marie de Chambley. Il donne son tiers de l’alleu de Jaulny à ses beaux-parents contre Boucq. Les Jaulny gardent deux tiers de la seigneurie de Jaulny et le château. Les Armoises sont propriétaires de l’autre tiers. Jaulny est et reste une propriété et non un fief, comme le précise l’acte de 1357 et les écrits ultérieurs de Thierry des Armoises en 1504. Mais les Jaulny sont des vassaux attitrés de Lorraine, alors que les Armoises sont de fidèles feudataires des comtes et ducs de Bar.
| Période   | Famille Jaulny       | Famille Armoises        |
| 1357–1368 | Simon II de Jaulny   | Colard des Armoises     |
| 1368–1404 | Simon III de Jaulny  | Robert 1er des Armoises |
| 1404–1440 | Ferry 1er de Jaulny  | Simon 1er des Armoises  |
| 1440–1457 | Simonin II de Jaulny | Richard II des Armoises |

Simon 1er  des Armoises est cousin germain de Robert des Armoises, sire de Tichemont et de Norroy, époux en 1436 de Claude N., connue aussi sous le nom de « Jehanne du Lys, la Pucelle de France », telle que la nomme textuellement une copie tardive datée de 1598 d’un contrat qui aurait été signé en novembre 1436 entre le couple et Colard de Failly, concernant notamment Haraucourt. C’est cette Claude N. que deux frères de la Pucelle de Domrémy auraient reconnue comme leur sœur Jehanne, libératrice d’Orléans. Il s’agit là d’un des fondements tardifs de la thèse dite de la « fausse Jeanne d'Arc », laquelle prend appui sur l’incrédulité réelle qui frappa le peuple et les observateurs au sujet de la mort de la Pucelle, brûlée vive à Rouen le 30 mai 1431. Voir à ce sujet le « point de vue élargi » sur Jeanne des Armoises.
De 1457 à 1466, un traité de paix est rédigé entre Simonin II et son fils Ferry II de Jaulny d’une part, et Richard II des Armoises d’autre part. Les gens, les terres et la Justice de Jaulny sont partagés rigoureusement par un compromis d’arbitrage prévoyant notamment une justice tournante entre les deux maîtres.

### Renaissance etXVIIesiècle
Face aux affronts quotidiens de Ferry de Jaulny, Thierry des Armoises se débarrasse en 1504 de sa part dans les mains du Duc de Lorraine René II pour 1 000 francs barrois. Les Jaulny gardent leurs droits, à savoir deux tiers, pendant que les officiers ducaux administrent l’autre tiers, comme il est rapporté par les titres de vente et les courriers échangés entre les parties. La Terre de Jaulny qui relevait de la Châtellenie lorraine de Prény passe sous l’administration barroise de la prévôté de Lachaussée. Il est probable que la majeure partie du château actuel date de cette époque des XVe et XVIe siècles. Ceci ne concerne que la maison forte, à distinguer de l’aile ajoutée au XVIIIe siècle. En 1521, Simon de Jaulny s’en prend à l’échevin ducal, Jehan le Trey. Le prévôt de Lachaussée le fait convoquer devant le duc, si on en croit les minutes de l’enquête ducale et déclaration des témoins comme de l'accusé, qui finit sa vie à l’abbaye prémontrée de Sainte-Marie-aux-Bois.
Des procès verbaux attestent en 1579 d’un duel sanglant au cabaret de Jaulny. En 1585, Ferry III de Jaulny, dernier seigneur du nom, calviniste, est exilé à Bâle. Il y meurt en 1587 après avoir cédé tous ses biens. La même année, trois branches des Armoises, successeurs de Ferry III de Jaulny, héritent et rachètent en propriété la terre de Jaulny pour deux tiers et en fief pour un tiers. Les droits sur Jaulny aboutissent alors en 1595 dans les mains de Nicolas des Armoises. L’unité de la seigneurie est reconstituée au sein de la famille des Armoises. Ce sont eux qui véhiculent le sang et les droits des Jaulny disparus. Ils peuvent dès lors s’installer dans la maison forte de Jaulny. Jean des Armoises confirme en 1635 ses droits et ceux de ses sujets du village.
Les beaux jours de Jaulny arrivent de 1624 à 1668, sous Jean des Armoises et Dorothée d’Urre de Thessière, seigneurs de Jaulny et de Commercy. Leur part est dite « de Sarrebruck », en souvenir du Damoiseau de Commercy, Robert de Sarrebruck. L’épitaphe du couple, provenant de l’église ou de l’ancien cimetière, est visible au château. Les armoiries du couple figurent dans la salle dite « des gardes », en réalité les cuisines, sur le linteau d’une cheminée monumentale. De 1668 à 1677, Louis des Armoises et Marie-Claude de Haraucourt sont à Jaulny. La comtesse est la fille de l’Amazone chrétienne, Alberte-Barbe d’Ernécourt, la Dame de Saint-Baslemont et Neuville-en-Verdunois, protectrice de Benoite-Vaux. Le célèbre tableau de Claude Deruet, aujourd’hui au Musée lorrain à Nancy, représentant l’Amazone chrétienne chapeautée sur un destrier andalou cabré, trônera longtemps au cours des XVIIe et XVIIIe siècles dans l’escalier d’honneur du château de Jaulny.

### Siècle des Lumières et Révolution
De nombreux maîtres se succèdent au cours de la première moitié du XVIIIe siècle. De 1677 à 1708, Jean-Albert des Armoises et Barbe de Moisy de Cléron de Saffre d’Haussonville sont installés, et de 1708 à 1749, il s’agit de Louis-Joseph des Armoises et Marie-Thérèse de Beauvau. Puis viennent Antoine-Bernard des Armoises et Anne de Beauvau de 1749 à 1753. Ils engagent la vente de Jaulny au comte de Rosières d’Euvezin. En 1754, Barbe-Bernarde Le Preudhomme de Vitrimont et Claude-Marie de Bressey s’interposent et préemptent la Terre de Jaulny par retrait lignager ; la comtesse de Bressey descend des Armoises et elle est la nièce d'Antoine-Bernard des Armoises.
Enfin, en 1761, Joseph de Raigecourt-Gournay épouse Louise-Adrienne de Bressey, fille des précédents et devient ainsi seigneur de Jaulny. Il descend lui-même des Armoises. Leur fils Anne-Antoine-Bernard de Raigecourt-Gournay et son épouse Louise de Vincens, marquise de Causans, prennent ensuite le relais. La marquise est dame de compagnie de Madame Élisabeth, sœur de Louis XVI à Versailles. La reine Marie-Antoinette protège le couple établi à la cour et dote richement la mariée.
L’éruption de la chaine de volcans islandais Lakagígar du 8 juin 1783 et l’émission de dioxyde de soufre en résultant en Europe ont été ressenties à Jaulny : il y a eu 29 morts en 1783. La tombe de l’abbé Jean Hubert Passau indique cette date de 1783 du côté nord de la nef de l’église paroissiale.

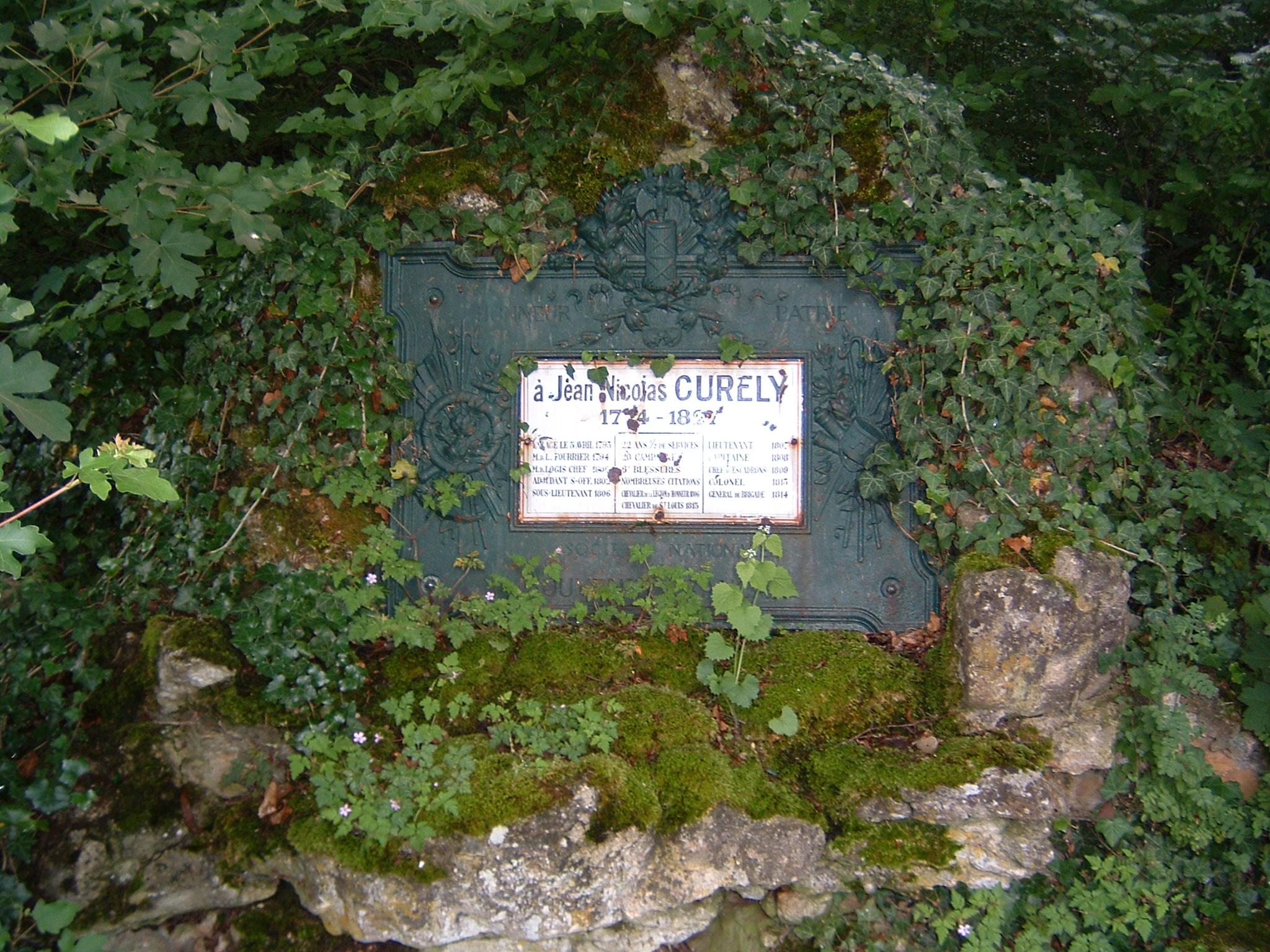
Monument à la mémoire de Jean Nicolas Curély, au pied des remparts du château.

Compromis dans la tentative fuite de la famille royale, arrêtée à Varennes-en-Argonne, les seigneurs de Jaulny émigrent et correspondent en secret avec les Tuileries. Le seigneur de Jaulny participe en 1792 à la bataille de Valmy, dans le camp autrichien.. La destruction du château de Jaulny est ordonnée en 1795 par le district de Pont-à-Mousson, en raison des risques d'effondrement qui atteignent la bâtisse, vidée de son contenu. En fait, la Convention s'inquiète de la présence de bastions et de la forteresse, symbole de l'aristocratie déchue. Revenu en France à la Restauration, l'ex-seigneur de Jaulny tente péniblement de récupérer ses titres et pensions.
Les registres d'état civil de la commune font apparaître de nombreux décès de 1859 à 1870. La branche des Raigecourt s’éteint avec une moniale des Sœurs Saint-Thomas de Villeneuve en 1889. Le château est vendu comme bien national de seconde origine, noble, au citoyen Jean Mansuy de Dieulouard pour la somme de 615 000 livres. Il sera racheté par le général de brigade Jean Nicolas Curély. Le château est de nos jours une propriété privée appartenant à Anna Collignon et Hugues Drion qui assurent l'accueil en chambre d'hôtes.

### Histoire récente

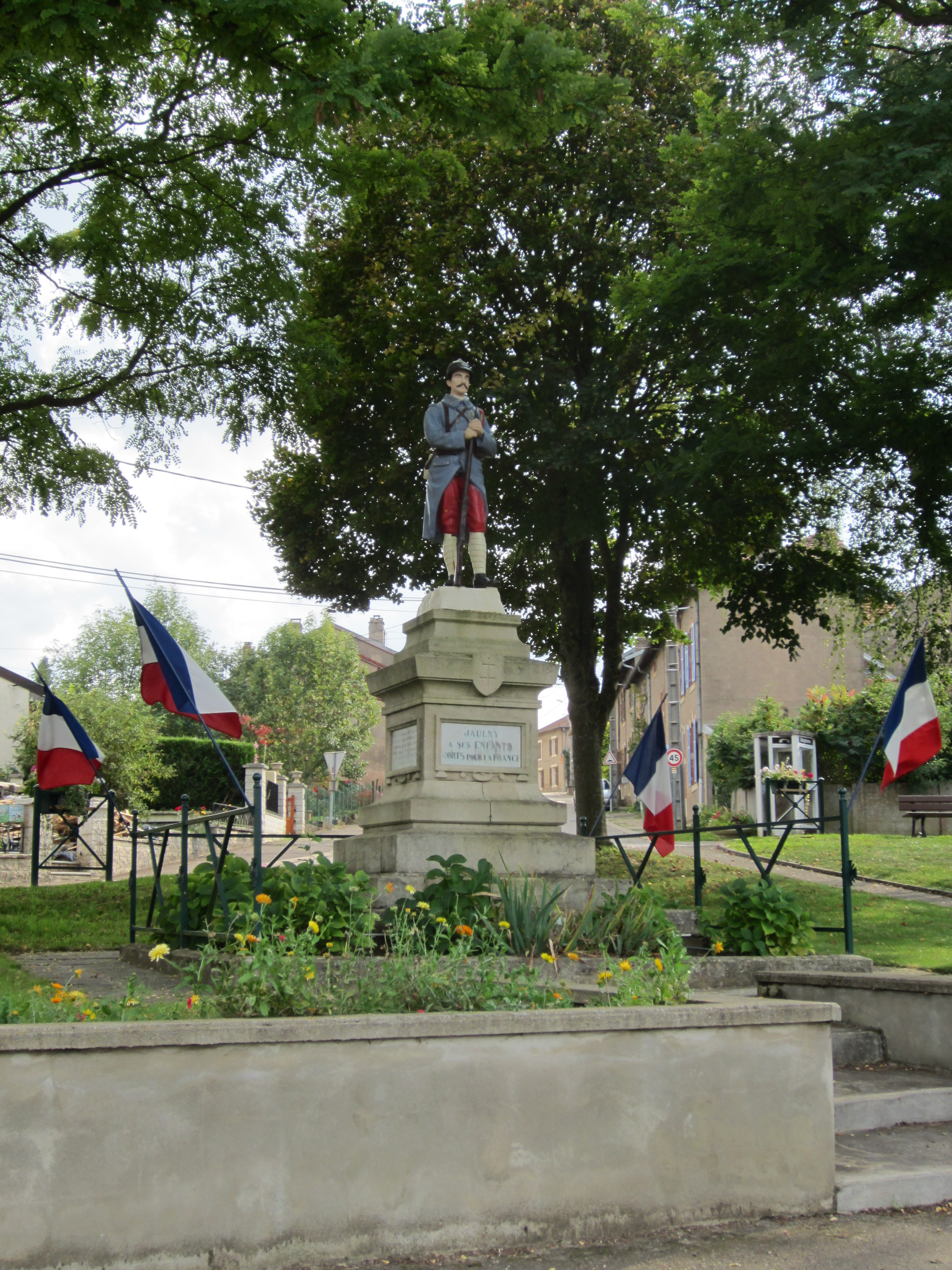
Monument aux morts 1914-1918.

Au cours de la Première Guerre mondiale 1914–1918, Jaulny fut en grande partie détruit par un bombardement le 12 septembre 1918, lors de l’avancée des troupes américaines qui s’emparèrent du village et en chassèrent les Allemands qui l'occupaient depuis le 5 septembre 1914. Les Américains firent évacuer les habitants de Jaulny au camp du Bois l’Évêque près de Toul. Après la fin de la guerre, une grande partie des habitants revenus participèrent à la reconstruction du village, ainsi que des étrangers avec l’entreprise Ossude.

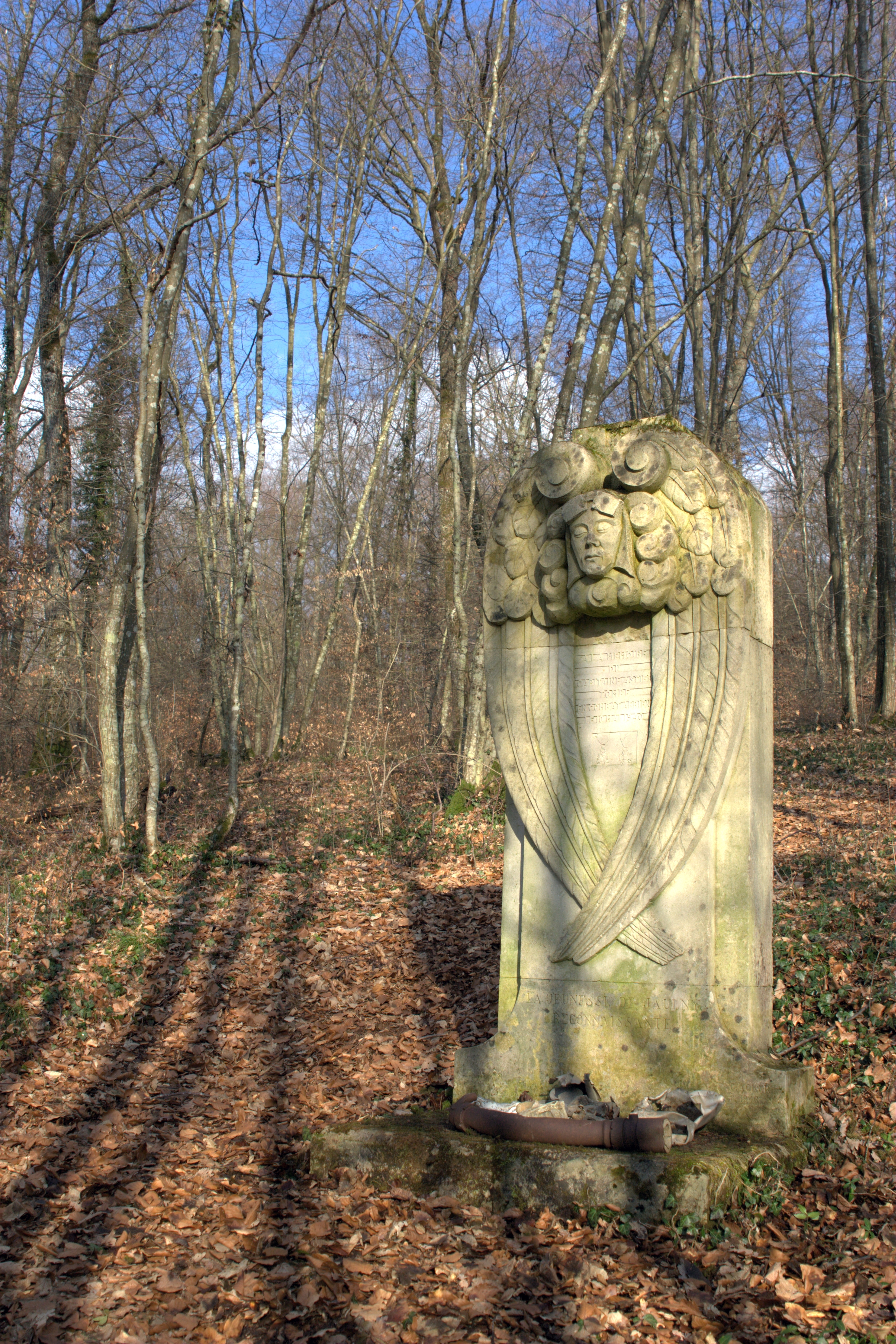
Stèle en hommage au capitaine Adrien Astier, dans la forêt.

Le 17 septembre 1918, alors qu’il était officier de liaison à la tête d’une unité d’infanterie avancée, le capitaine américain Oliver Baty Cunningham était positionné avec d’autres officiers dans les bois entre Jaulny et Thiaucourt-Regniéville, quand un obus allemand a éclaté et a détruit toute la zone. Membre du 15e régiment d’artillerie de campagne des États-Unis, il était né à Chicago en 1894. Il a reçu la Distinguished Service Cross et, à titre posthume, la Silver Star. Sa mère finance par la suite la reconstruction de l’église et de la mairie de Thiaucourt-Regniéville, où on trouve une stèle à son honneur dans le cimetière américain. Il réside à la 13e rangée C, tombe no 18. À Jaulny, c’est dans le bois de Blainchant qu’on trouve un monument en hommage au capitaine ; celui-ci a été, sinon construit, du moins rénové en 1996 par l’Association lorraine d’Histoire militaire contemporaine (Alhimic).
Le 10 mai 1940, le capitaine Adrien Astier commande la deuxième escadrille du groupe de chasse I/8. À bord d’un Bloch MB.152, il abat un bombardier allemand Dornier Do 17. Il est ensuite encerclé par sept avions de chasse Messerschmitt et, touché, s’écrase aux abords des bois immédiats plutôt que sur les habitations de Jaulny. Il avait 32 ans. Une stèle à son hommage – « La jeunesse de Jaulny reconnaissante » – a été érigée par C. Acker en 1946 dans le bois de Blainchant et quelques débris restants de l’appareil sont visibles à son pied. Sur la stèle, on peut lire « À la mémoire du capitaine Astier, tombé en combat aérien le 10 mai 1940 » ; ce texte est accompagné de deux représentations de médailles. L’une d’elles est une Croix de guerre 1939-1945 à une palme. Pour se rendre à la stèle, on peut emprunter une ruelle du village, laquelle s’appelle « ruelle du Capitaine-Astier ». On trouve également une tombe à son nom au cimetière de la commune.

### Héraldique
| Blason de Jaulny | Blason  | D’argent aux trois chevrons de gueules, à la bordure cousue d’or. |
| Blason de Jaulny | Détails | Le visuel du blason semble avoir été soumis à de nombreuses modifications au cours du temps. Gilles le Bouvier le décrit en 1450 comme présentant trois chevrons et une bordure d’or. En 1654, Perrin de Dommartin prétend qu’il n’y a pas de bordure et le Manuscrit de Vienne, du XVIIIe siècle, décrit une bordure engrêlée. Le statut officiel du blason reste à déterminer. |

## Politique et administration

### Communauté de communes
Jaulny fait partie de la communauté de communes Mad et Moselle, créée le 1er janvier 2017, elle est composée de 49 communes. Ses principales actions se portent sur le développement économique, l’aménagement de l’espace et la protection et la mise en valeur de l’environnement.

## Population et société

### Démographie
L'évolution du nombre d'habitants est connue à travers les recensements de la population effectués dans la commune depuis 1793. Pour les communes de moins de 10 000 habitants, une enquête de recensement portant sur toute la population est réalisée tous les cinq ans, les populations de référence des années intermédiaires étant quant à elles estimées par interpolation ou extrapolation. Pour la commune, le premier recensement exhaustif entrant dans le cadre du nouveau dispositif a été réalisé en 2008.

En 2022, la commune comptait 200 habitants, en évolution de −5,21 % par rapport à 2016 (Meurthe-et-Moselle : −0,13 %, France hors Mayotte : +2,11 %).
| 1793 | 1800 | 1806 | 1821 | 1831 | 1836 | 1841 | 1846 | 1851 |
| ---- | ---- | ---- | ---- | ---- | ---- | ---- | ---- | ---- |
| 339  | 401  | 405  | 354  | 395  | 491  | 500  | 483  | 475  |

| 1856 | 1861 | 1872 | 1876 | 1881 | 1886 | 1891 | 1896 | 1901 |
| ---- | ---- | ---- | ---- | ---- | ---- | ---- | ---- | ---- |
| 475  | 487  | 486  | 475  | 486  | 458  | 480  | 434  | 415  |

| 1906 | 1911 | 1921 | 1926 | 1931 | 1936 | 1946 | 1954 | 1962 |
| ---- | ---- | ---- | ---- | ---- | ---- | ---- | ---- | ---- |
| 381  | 340  | 252  | 255  | 265  | 231  | 241  | 232  | 231  |

| 1968 | 1975 | 1982 | 1990 | 1999 | 2006 | 2008 | 2013 | 2018 |
| ---- | ---- | ---- | ---- | ---- | ---- | ---- | ---- | ---- |
| 224  | 190  | 172  | 169  | 220  | 249  | 257  | 227  | 196  |

| 2022 | - | - | - | - | - | - | - | - |
| ---- | - | - | - | - | - | - | - | - |
| 200  | - | - | - | - | - | - | - | - |

Une forte croissance d’une centaine d’habitants entre 1831 et 1836 est à noter.
On observe une importante régression d’environ 90 habitants entre les recensements des années 1911 et 1921, ce qui est dû à la destruction quasi totale du village lors de la Première Guerre mondiale.
La chute du nombre d’habitants lors du demi-siècle suivant s’explique surtout par un exode rural et un taux de natalité peu élevé.
La tendance semble s’inverser depuis les vingt dernières années, à la suite de l’arrivée de nombreuses personnes extérieures venant s’installer au village : environ 90 habitants de plus entre 1990 et 2006.

### Enseignement

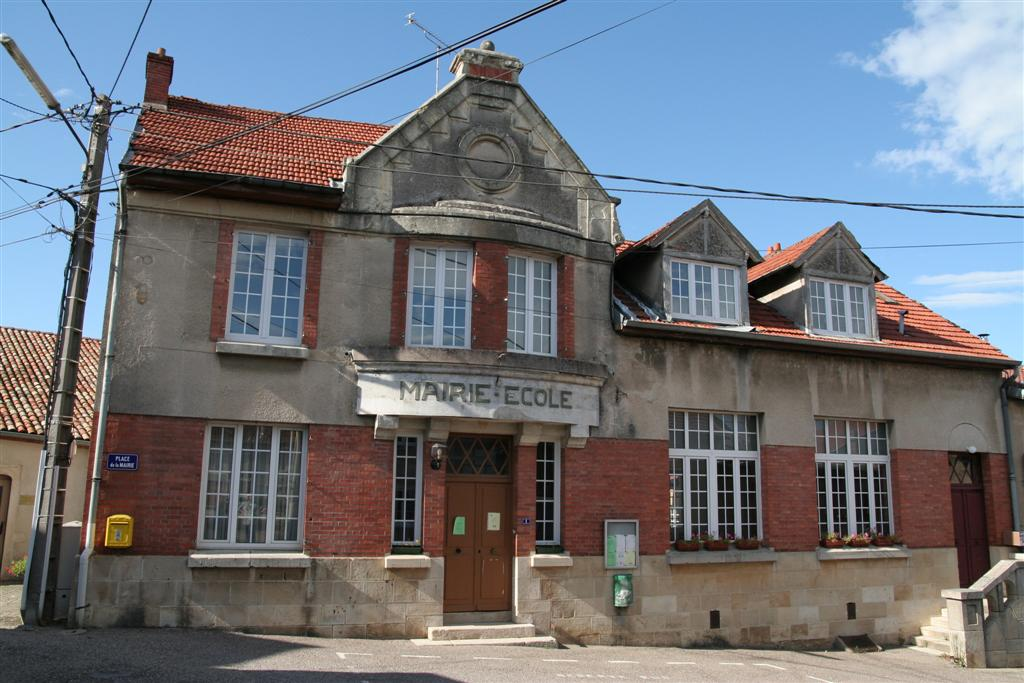
La mairie–école de Jaulny.

La commune dispose d’une école maternelle, adjacente à la mairie.
En raison du faible nombre d’élèves, un partenariat avec l’école de la commune voisine de Rembercourt-sur-Mad a été mis en place : les élèves des deux communes viennent à l’école maternelle de Jaulny pour toutes les classes de maternelle jusqu’en « grande section », et à l’école de Rembercourt pour les classes de CE1 à CM2.
Le concours des écoles fleuries récompense les écoles qui cultivent des plantes, fleurs ou fruits avec leurs élèves, dans le cadre d’un projet éducatif. L’école maternelle de Jaulny brille ces dernières années dans ce concours :
- une coccinelle en 2007 ;
- deux coccinelles, prix national « Jeunes jardiniers » en 2008. L’école et celle de Raon-sur-Plaine, dans les Vosges, sont les seules de Lorraine à avoir reçu une distinction[44] ;
- trois coccinelles en 2009.

Les élèves de Jaulny avec l’aide de leur maîtresse, Mme Halteur, cultivent notamment : fraises, framboises, pommes de terre, et s’occupent de glaïeuls et autres poiriers ou cerisiers.

### Santé
Jaulny ne dispose d’aucune infrastructure, toutefois la pharmacie et le cabinet médical les plus proches sont situés à Thiaucourt-Regniéville, à moins de cinq kilomètres. L’hôpital le plus proche, quant à lui, est à Pont-à-Mousson.

### Sports
Une aire de jeux est présente en hauteur du village, route de Viéville.
On trouve également une piste de pétanque lieu-dit « Sous le Fey ».

### Manifestations culturelles
1er dimanche d’août : fête de la Jaunotte. Traditionnellement brocante, animations sont présentes ce jour-là et font découvrir les girolles, appelées « jaunottes » cuisinées dans une savoureuse omelette.

## Économie
La commune vit en particulier du tourisme, elle possède un gîte rural au cœur du village ainsi qu’un camping-caravaning deux étoiles dans le lieu-dit de la Pelouse, lequel dispose notamment d’un restaurant et de chalets à louer.
Elle possède aussi :
- un commerce et bar « La Colombe d’or » au centre du village ;
- une ferme équestre « de l’étalon » sur le lieu-dit la Prée, en quittant la commune, direction de Rembercourt-sur-Mad.

La gare SNCF n’est plus en service tout comme le moulin à eau qui n’est plus en activité.

### Secteur primaire ouAgriculture
Le secteur primaire comprend, outre les exploitations agricoles et les élevages, les établissements liés à l’exploitation de la forêt et les pêcheurs.
D'après le recensement agricole 2010 du Ministère de l'agriculture (Agreste), la commune de Jaulny était majoritairement orientée sur la production de céréales et d'oléagineux sur une surface agricole utilisée d'environ 357 hectares (en deçà de la surface cultivable communale) en diminution depuis 1988 - Le cheptel en unité de gros bétail s'est réduit de 20 à 17 entre 1988 et 2010. Il n'y avait plus que 5 exploitations agricoles ayant leur siège dans la commune employant 3 unités de travail.

## Culture locale et patrimoine

### Lieux et monuments

#### Édifices civils
- Présences protohistorique et gallo-romaine.
- Point de vue du rocher de Hailbat.
- Lavoir et fontaine permanente.
- Le château des XIe et XIIe siècles au centre du village, inscrit partiellement depuis le 4 février 1988 et classé partiellement au titre des monuments historiques depuis le 12 avril 1996[46].
- Viaduc de Jaulny

#### Édifices religieux
- La vierge Hailbat dans la forêt voisine, qui a été plusieurs fois détruite et reconstruite depuis son implantation en 1953, comme le témoignent les dates incrustées dans la pierre de son socle ;
- Église Saint-Jean-Baptiste, tour romane remaniée, nef XIXe siècle.

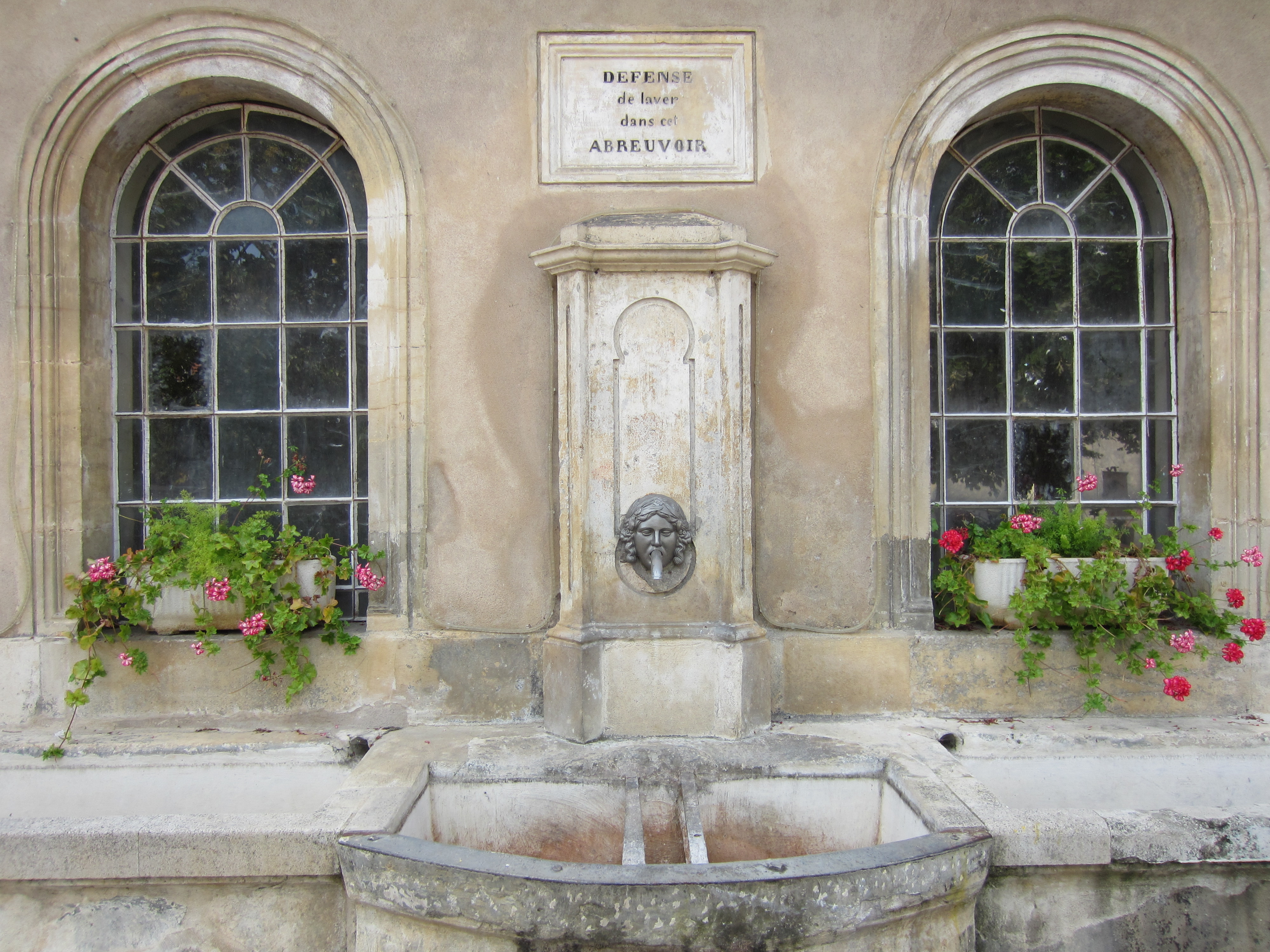
Le lavoir.
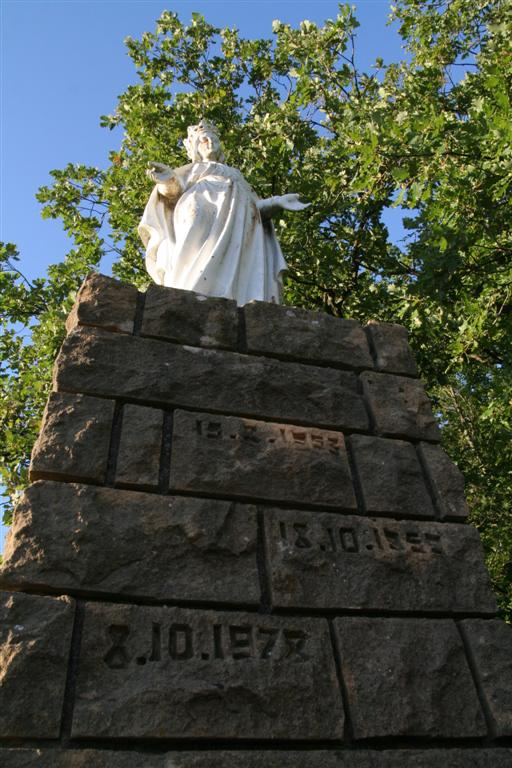
La vierge Hailbat.
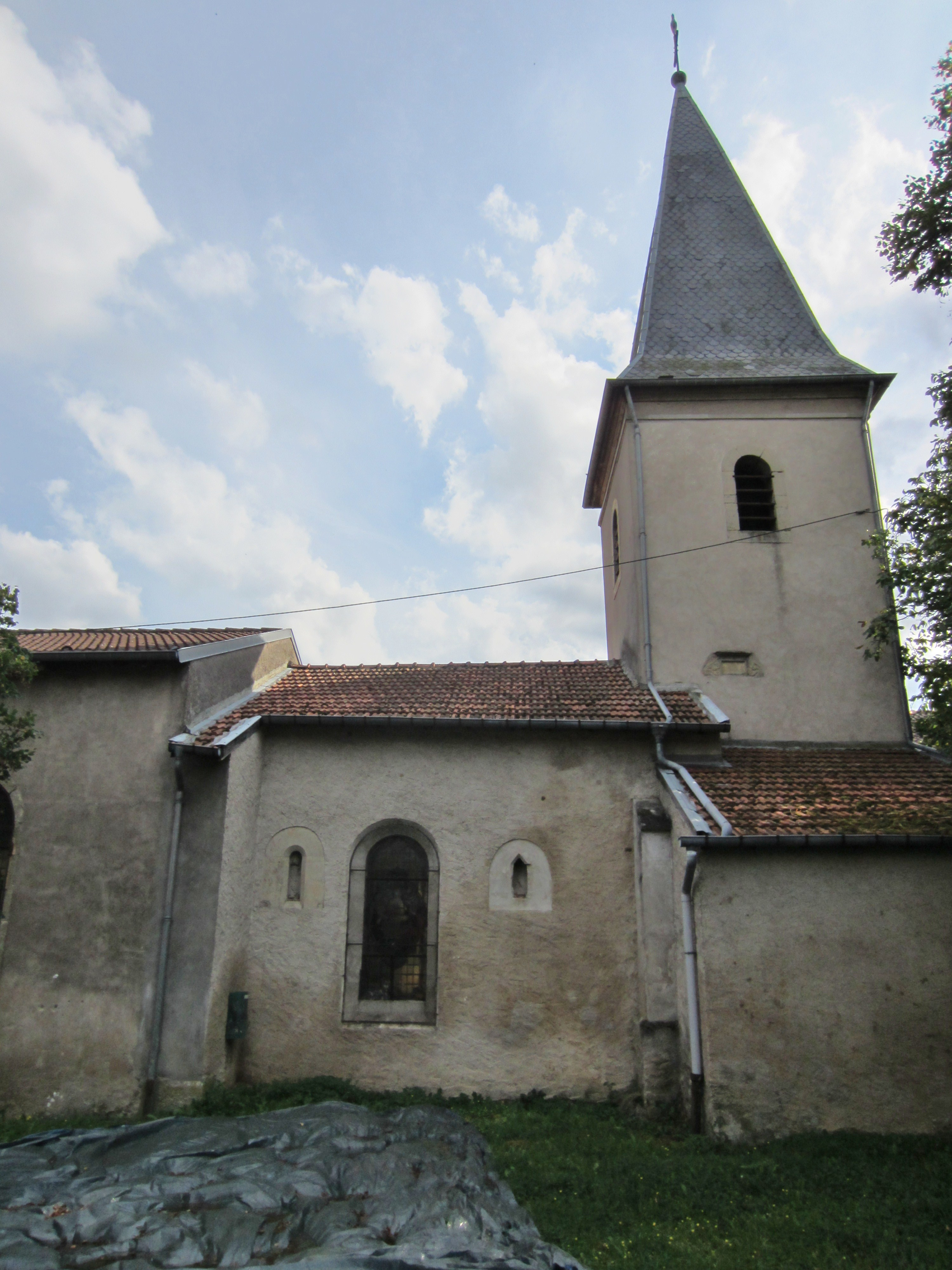
L'église Saint-Jean-Baptiste.
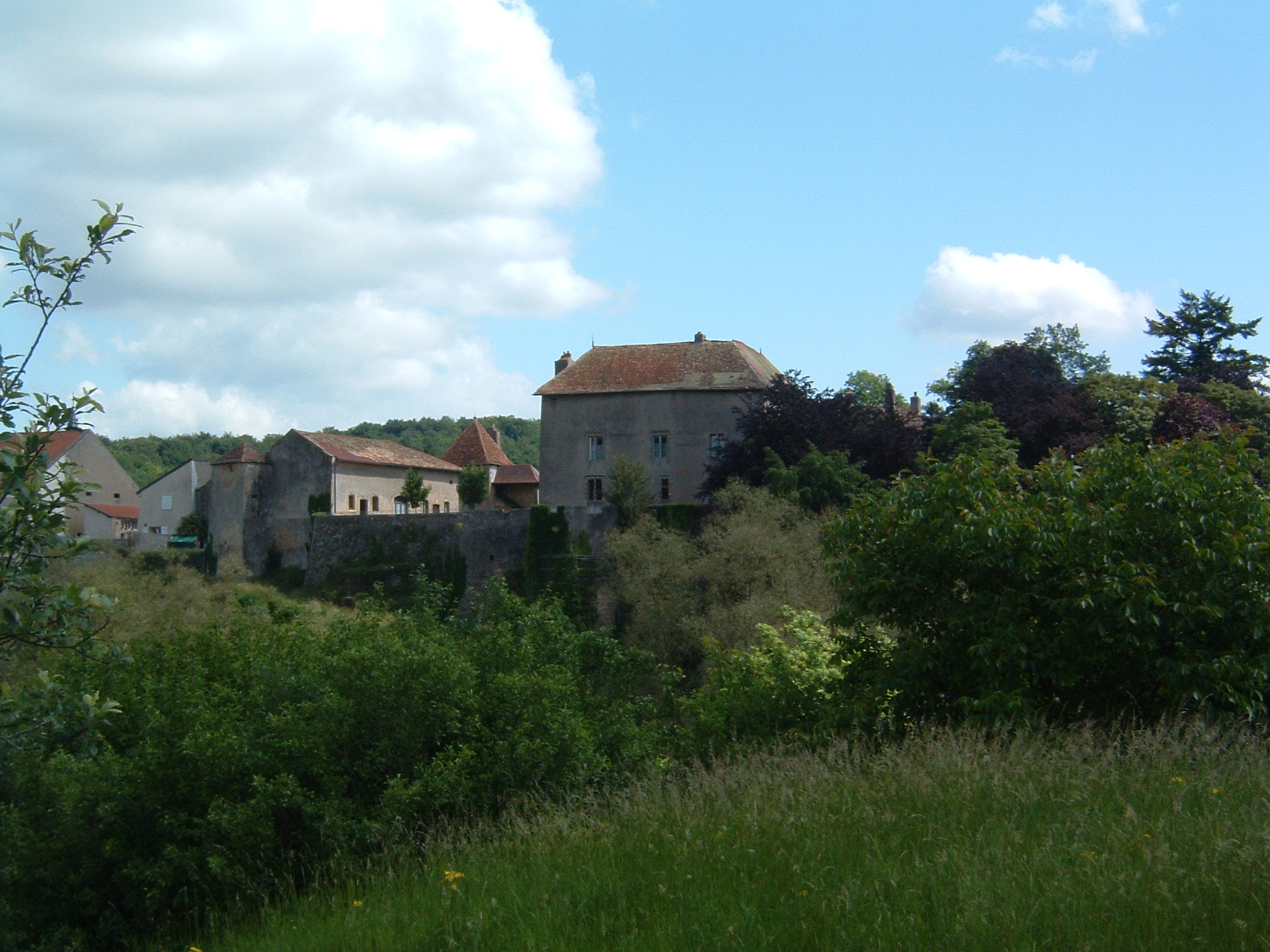
Le château fort de Jaulny.

.

### Patrimoine culturel
Musée du château : mobilier, armes, objets de l’âge du bronze.

### Personnalités liées à la commune
- Jean Nicolas Curély, mort à Jaulny.
- Selon les légendes locales, Jeanne d'Arc aurait séjourné dans le château sous le nom de Jeanne des Armoises.